# Liste der Bodendenkmale in Oetzen
In der Liste der Bodendenkmale in Oetzen sind alle Bodendenkmale der niedersächsischen Gemeinde Oetzen aufgelistet. Die Quelle ist der Denkmalatlas Niedersachsen. Der Stand der Liste ist der 22. Juli 2024.

## Allgemein
In den Spalten finden sich folgende Informationen des Bodendenkmales :
- Lage        : geographische Koordinaten
- Bezeichnung : Bezeichnung lt. Denkmalatlas
- Beschreibung: Beschreibung lt. Denkmalatlas
- ID          : Objekt-ID
- Bild        : Bild, ggf. zusätzlich mit Link zu weiteren Fotos im Medienarchiv Wikimedia Commons.

## Bruchwedel
| Lage                        | Bezeichnung              | Beschreibung                                                          | ID       | Bild |
| --------------------------- | ------------------------ | --------------------------------------------------------------------- | -------- | ---- |
| 53° 1′ 55″ N, 10° 43′ 29″ O | Bruchwedel 20, Grabhügel | Durchmesser ca. 14 Meter und Höhe ca. 1,0 Meter.                      | 32205512 | BW   |
| 53° 2′ 29″ N, 10° 44′ 1″ O  | Bruchwedel 24, Grabhügel | Flach gewölbt, Durchmesser ca. 17 Meter und Höhe ca. 1,10–1,70 Meter. | 32209763 | BW   |

### Bruchwedel 3
16 Hügel mit Durchmesser von 6–16 m und Höhe von 0,3–1,2 m. Von den Grabhügeln FStNr. 12 und 13 sind nur noch Reste vorhanden (beide Hügel wohl früher ausgegraben).

| Lage                        | Bezeichnung   | Beschreibung | ID       | Bild |
| --------------------------- | ------------- | --- | -------- | ---- |
| 53° 1′ 38″ N, 10° 44′ 16″ O | Bruchwedel 3  | Durchmesser ca. 7 Meter und Höhe ca. 0,8 Meter. Unregelmäßig.                                                               | 32205202 | BW   |
| 53° 1′ 38″ N, 10° 44′ 15″ O | Bruchwedel 4  | Durchmesser ca. 8 Meter und Höhe ca. 0,5 Meter.                                                                             | 32205559 | BW   |
| 53° 1′ 38″ N, 10° 44′ 14″ O | Bruchwedel 5  | Durchmesser ca. 9 Meter und Höhe ca. 0,3 Meter. Flach gewölbt.                                                              | 32205560 | BW   |
| 53° 1′ 37″ N, 10° 44′ 15″ O | Bruchwedel 6  | Durchmesser ca. 8 Meter und Höhe ca. 0,8 Meter. Deutlich abgesetzte kleine Kuppe.                                           | 32205561 | BW   |
| 53° 1′ 37″ N, 10° 44′ 14″ O | Bruchwedel 7  | Durchmesser ca. 7 Meter und Höhe ca. 0,7 Meter.                                                                             | 32205938 | BW   |
| 53° 1′ 37″ N, 10° 44′ 15″ O | Bruchwedel 8  | Durchmesser ca. 8 Meter und Höhe ca. 0,7 Meter.                                                                             | 32206314 | BW   |
| 53° 1′ 37″ N, 10° 44′ 16″ O | Bruchwedel 9  | Durchmesser ca. 9 Meter und Höhe ca. 1,0 Meter. Deutlich abgesetzt.                                                         | 32206315 | BW   |
| 53° 1′ 37″ N, 10° 44′ 16″ O | Bruchwedel 10 | Durchmesser ca. 10 Meter und Höhe ca. 0,8 Meter. Deutlich abgesetzt und unregelmäßig.                                       | 32206316 | BW   |
| 53° 1′ 36″ N, 10° 44′ 16″ O | Bruchwedel 11 | Durchmesser ca. 6 Meter und Höhe ca. 0,9 Meter.                                                                             | 32206680 | BW   |
| 53° 1′ 34″ N, 10° 44′ 17″ O | Bruchwedel 14 | Auf natürliche kegelartige Höhe aufgesetzt. Deutlich abgesetzte Kuppe mit Durchmesser ca. 10 Meter und Höhe ca. 1,10 Meter. | 32206681 | BW   |
| 53° 1′ 36″ N, 10° 44′ 17″ O | Bruchwedel 15 | Durchmesser ca. 8 Meter und Höhe ca. 1,0 Meter.                                                                             | 32206682 | BW   |
| 53° 1′ 36″ N, 10° 44′ 18″ O | Bruchwedel 16 | Durchmesser ca. 8 Meter und Höhe ca. 1,0 Meter.                                                                             | 32206956 | BW   |
| 53° 1′ 37″ N, 10° 44′ 17″ O | Bruchwedel 17 | Durchmesser ca. 8 Meter und Höhe ca. 0,75 Meter.                                                                            | 32205082 | BW   |
| 53° 1′ 36″ N, 10° 44′ 12″ O | Bruchwedel 30 | Durchmesser ca. 8 Meter und Höhe ca. 0,3 Meter.                                                                             | 32205083 | BW   |

### Bruchwedel 31
62 Grabhügel mit Durchmesser von 4–12 m und Höhe von 0,2–1,5 m. Vier Hügel (FStNr. 40, 58, 67 und 87) besitzen eine langgestreckte Form. Die Hügel FStNr. 46–50, 53–57 und 59–61 sind zerstört.
| Bezeichnung   | Beschreibung                     | ID       |  | Bezeichnung   | Beschreibung                     | ID       |  |
| ------------- | -------------------------------- | -------- |  | ------------- | -------------------------------- | -------- |  |
| Bruchwedel 31 | Dm. 12,00 m, H. 1,50 m           | 32209633 |  |               |                                  |          |  |
| Bruchwedel 32 | Dm. 8,00 m, H. 0,40 m            | 32209635 |  | Bruchwedel 33 | Dm. 7,00 m, H. 0,30 m            | 32209634 |  |
| Bruchwedel 34 | Dm. 6,00 m, H. 0,60 m            | 32210104 |  | Bruchwedel 35 | Dm. 6,00 m, H. 0,30 m            | 32210105 |  |
| Bruchwedel 36 | Dm. 4,00 m, H. 0,30 m            | 32210367 |  | Bruchwedel 37 | Dm. 6,00 m, H. 1,00 m            | 32210369 |  |
| Bruchwedel 38 | Dm. 6,00 m, H. 0,80 m            | 32210605 |  | Bruchwedel 39 | Dm. 6,00 m, H. 0,60 m            | 32210009 |  |
| Bruchwedel 40 | L. 11,00 m, Br. 8,00 m, H. 0,7 m | 32210368 |  | Bruchwedel 41 | Dm. 5,00 m, H. 0,40 m            | 32210606 |  |
| Bruchwedel 42 | Dm. 6,00 m, H. 0,5 m             | 32209039 |  | Bruchwedel 43 | Dm. 4,00 m, H. 0,30 m            | 32209040 |  |
| Bruchwedel 44 | Dm. 5,00 m, H. 0,25 m            | 32209041 |  | Bruchwedel 45 | Dm. 7,00 m, H. 0,60 m            | 32209164 |  |
| Bruchwedel 51 | Dm. 8,00 m, H. 1,10 m            | 32209165 |  | Bruchwedel 52 | Dm. 9,00 m, H. 0,40 m            | 32209166 |  |
| Bruchwedel 58 | L. 7,00 m, Br. 5,00 m, H. 0,4 m  | 32209416 |  | Bruchwedel 62 | Dm. 5,00 m, H. 0,25 m            | 32209415 |  |
| Bruchwedel 63 | Dm. 4,00 m, H. 0,25 m            | 32209417 |  |               |                                  |          |  |
| Bruchwedel 64 | Dm. 7,00 m, H. 0,60 m            | 32209663 |  | Bruchwedel 65 | Dm. 7,00 m, H. 0,40 m            | 32209664 |  |
| Bruchwedel 66 | Dm. 4,00 m, H. 0,25 m            | 32209665 |  | Bruchwedel 67 | L. 10,00 m, Br. 5,00 m, H. 0,5 m | 32210014 |  |
| Bruchwedel 68 | Dm. 6,00 m, H. 0,70 m            | 32210607 |  | Bruchwedel 69 | Dm. 5,00 m, H. 0,20 m            | 32210138 |  |
| Bruchwedel 70 | Dm. 5,00 m, H. 0,25 m            | 32210139 |  | Bruchwedel 71 | Dm. 6,00 m, H. 0,40 m            | 32210140 |  |
| Bruchwedel 72 | Dm. 5,00 m, H. 0,20 m            | 32210394 |  | Bruchwedel 73 | Dm. 8,00 m, H. 0,30 m            | 32210013 |  |
| Bruchwedel 74 | Dm. 7,00 m, H. 0,50 m            | 32210395 |  | Bruchwedel 75 | Dm. 5,00 m, H. 0,20 m            | 32210396 |  |
| Bruchwedel 76 | Dm. 5,00 m, H. 0,20 m            | 32210775 |  | Bruchwedel 77 | Dm. 5,00 m, H. 0,25 m            | 32210776 |  |
| Bruchwedel 78 | Dm. 6,00 m, H. 0,30 m            | 32210777 |  | Bruchwedel 79 | Dm. 8,00 m, H. 0,60 m            | 32210015 |  |
| Bruchwedel 80 | Dm. 8,00 m, H. 0,70 m            | 32208927 |  | Bruchwedel 81 | Dm. 7,00 m, H. 0,70 m            | 32208929 |  |
| Bruchwedel 82 | Dm. 5,00 m, H. 0,30 m            | 32209062 |  | Bruchwedel 83 | Dm. 8,00 m, H. 1,00 m            | 32208928 |  |
| Bruchwedel 84 | Dm. 8,00 m, H. 1,00 m            | 32209063 |  | Bruchwedel 85 | Dm. 8,00 m, H. 1,10 m            | 32209064 |  |
| Bruchwedel 86 | Dm. 4,00 m, H. 0,20 m            | 32203511 |  | Bruchwedel 87 | L. 8,00 m, Br. 4,00 m, H. 0,3 m  | 32203512 |  |
| Bruchwedel 88 | Dm. 4,00 m, H. 0,20 m            | 32203513 |  | Bruchwedel 89 | Dm. 4,00 m, H. 0,20 m            | 32203775 |  |
| Bruchwedel 90 | Dm. 5,00 m, H. 0,30 m            | 32203870 |  | Bruchwedel 91 | Dm. 5,00 m, H. 0,40 m            | 32203871 |  |
| Bruchwedel 92 | Dm. 7,00 m, H. 0,60 m            | 32204272 |  |               |                                  |          |  |

## Dörmte
| Lage                        | Bezeichnung          | Beschreibung                                                      | ID       | Bild |
| --------------------------- | -------------------- | ----------------------------------------------------------------- | -------- | ---- |
| 53° 2′ 7″ N, 10° 42′ 13″ O  | Dörmte 1, Grabhügel  | Durchmesser ca. 13 Meter und Höhe ca. 1,0 Meter. Flach gewölbt.   | 32203367 | BW   |
| 53° 2′ 14″ N, 10° 42′ 30″ O | Dörmte 4, Grabhügel  | Durchmesser ca. 14 Meter und Höhe ca. 1,7 Meter. Kräftig gewölbt. | 32209764 | BW   |
| 53° 2′ 0″ N, 10° 43′ 3″ O   | Dörmte 7, Grabhügel  | Durchmesser ca. 15 Meter und Höhe ca. 1,0 Meter. Flach gewölbt.   | 32210269 | BW   |
| 53° 1′ 57″ N, 10° 42′ 59″ O | Dörmte 8, Grabhügel  | Durchmesser ca. 15 Meter und Höhe ca. 1,1 Meter. Kräftig gewölbt. | 32210270 | BW   |
| 53° 1′ 51″ N, 10° 42′ 57″ O | Dörmte 9, Grabhügel  | Durchmesser ca. 12 Meter und Höhe ca. 1,5 Meter. Kräftig gewölbt. | 32210271 | BW   |
| 53° 1′ 46″ N, 10° 43′ 13″ O | Dörmte 12, Grabhügel | Durchmesser ca. 9 Meter und Höhe ca. 0,5 Meter.                   | 32210648 | BW   |

## Jarlitz
| Lage                         | Bezeichnung          | Beschreibung | ID       | Bild |
| ---------------------------- | -------------------- | ------------ | -------- | ---- |
| 52° 59′ 23″ N, 10° 42′ 48″ O | Jarlitz 4, Grabhügel |              | 32205513 | BW   |
| 53° 0′ 5″ N, 10° 43′ 31″ O   | Jarlitz 9, Grabhügel |              | 32210649 | BW   |

## Oetzen
| Lage                        | Bezeichnung         | Beschreibung | ID       | Bild |
| --------------------------- | ------------------- | --- | -------- | ---- |
| 53° 2′ 20″ N, 10° 40′ 6″ O  | Ötzen 4, Grabhügel  | Flach gewölbt. Länge ca. 10 Meter, Breite ca. 7 Meter und Höhe ca. 0,30 Meter.                                                                    | 32205889 | BW   |
| 53° 1′ 58″ N, 10° 39′ 32″ O | Ötzen 9, Grabhügel  | Durchmesser ca. 13 Meter und Höhe ca. 0,40 Meter.                                                                                                 | 32209069 | BW   |
| 53° 1′ 55″ N, 10° 39′ 29″ O | Ötzen 10, Grabhügel | Durchmesser ca. 13 Meter und Höhe ca. 1,1 Meter. West-Hälfte vom Weg angeschnitten.                                                               | 32209070 | BW   |
| 53° 1′ 29″ N, 10° 39′ 13″ O | Ötzen 11, Grabhügel | Durchmesser ca. 21 Meter und Höhe ca. 1,7 Meter. Deutlich abgesetzt und kräftig gewölbt.                                                          | 32205939 | BW   |
| 53° 1′ 32″ N, 10° 39′ 11″ O | Ötzen 12, Grabhügel | Durchmesser ca. 14 Meter und Höhe ca. 0,25 Meter.                                                                                                 | 32205104 | BW   |
| 53° 1′ 32″ N, 10° 39′ 13″ O | Ötzen 13, Grabhügel | Durchmesser ca. 17 Meter und Höhe ca. 0,9 Meter.                                                                                                  | 32205105 | BW   |
| 53° 1′ 32″ N, 10° 39′ 17″ O | Ötzen 14, Grabhügel | Durchmesser ca. 13 Meter und Höhe ca. 0,25 Meter.                                                                                                 | 32205106 | BW   |
| 53° 1′ 47″ N, 10° 39′ 3″ O  | Ötzen 15, Grabhügel | Durchmesser ca. 13 Meter und Höhe ca. 0,5 Meter.                                                                                                  | 32205888 | BW   |
| 53° 1′ 46″ N, 10° 39′ 1″ O  | Ötzen 16, Grabhügel | Durchmesser ca. 14 Meter und Höhe ca. 0,3 Meter.                                                                                                  | 32210650 | BW   |
| 53° 1′ 53″ N, 10° 39′ 24″ O | Ötzen 36, Grabhügel | Kräftig gewölbt mit ehemaligem Durchmesser ca. 15 Meter und verbleibendem Rest mit Länge ca.12 Meter, Breite ca. 5 Meter und Höhe ca. 0,90 Meter. | 32209068 | BW   |

## Süttorf
| Lage                        | Bezeichnung              | Beschreibung                                                                     | ID       | Bild |
| --------------------------- | ------------------------ | -------------------------------------------------------------------------------- | -------- | ---- |
| 53° 0′ 36″ N, 10° 42′ 54″ O | Süttorf 1, Großsteingrab |                                                                                  | 32207825 |      |
| 53° 0′ 35″ N, 10° 43′ 11″ O | Süttorf 2, Grabhügel     | Durchmesser ca. 17 Meter und Höhe ca. 1,7 Meter. Kräftig gewölbt.                | 32207678 | BW   |
| 53° 0′ 31″ N, 10° 43′ 12″ O | Süttorf 3, Grabhügel     | Durchmesser ca. 16 Meter und Höhe ca. 1,6 Meter. Flach gewölbt.                  | 32205234 | BW   |
| 53° 0′ 30″ N, 10° 43′ 9″ O  | Süttorf 4, Grabhügel     | Durchmesser ca. 18 Meter und Höhe ca. 1,5 Meter. Flach gewölbt.                  | 32205235 | BW   |
| 53° 0′ 29″ N, 10° 43′ 8″ O  | Süttorf 5, Grabhügel     | Durchmesser ca. 12 Meter und Höhe ca. 0,9 Meter. Flach gewölbt.                  | 32205236 | BW   |
| 53° 0′ 30″ N, 10° 43′ 6″ O  | Süttorf 6, Grabhügel     | Durchmesser ca. 11 Meter und Höhe ca. 0,6 Meter. Flach gewölbt.                  | 32205477 | BW   |
| 53° 0′ 30″ N, 10° 43′ 5″ O  | Süttorf 7, Grabhügel     | Durchmesser ca. 16 Meter und Höhe ca. 1,3 Meter.                                 | 32205478 | BW   |
| 53° 0′ 26″ N, 10° 43′ 7″ O  | Süttorf 8, Grabhügel     | Durchmesser ca. 16 Meter und Höhe ca. 1,2 Meter.                                 | 32205479 | BW   |
| 53° 0′ 26″ N, 10° 43′ 5″ O  | Süttorf 9, Grabhügel     | Durchmesser ca. 9 Meter und Höhe ca. 1,0 Meter. Nur in der Nord-Hälfte erhalten. | 32205605 | BW   |
| 53° 0′ 27″ N, 10° 43′ 10″ O | Süttorf 11, Grabhügel    | Durchmesser ca. 16 Meter und Höhe ca. 1,0 Meter.                                 | 32205607 | BW   |
| 53° 0′ 28″ N, 10° 43′ 7″ O  | Süttorf 12, Grabhügel    | Durchmesser ca. 19 Meter und Höhe ca. 1,5 Meter.                                 | 32205606 | BW   |
| 53° 0′ 11″ N, 10° 42′ 38″ O | Süttorf 14, Grabhügel    | Durchmesser ca. 15 Meter und Höhe ca. 0,7 Meter.                                 | 32205890 | BW   |